# Craig Braham-Barrett
Craig Braham-Barrett, né le 1er septembre 1988 à Greenwich, est un footballeur international montserratien qui joue au poste d'arrière gauche.

## Biographie

### En club
Craig Braham-Barrett évolue en League Two (quatrième division anglaise) avec le club de Cheltenham. Il dispute un total de 74 matchs à ce niveau, sans inscrire de but.

### En sélection nationale
Il reçoit sa première sélection en équipe de Montserrat le 9 septembre 2018, contre le Salvador. Ce match perdu 1-2 rentre dans le cadre des éliminatoires de la Gold Cup 2019. 